# Arthur Hervey

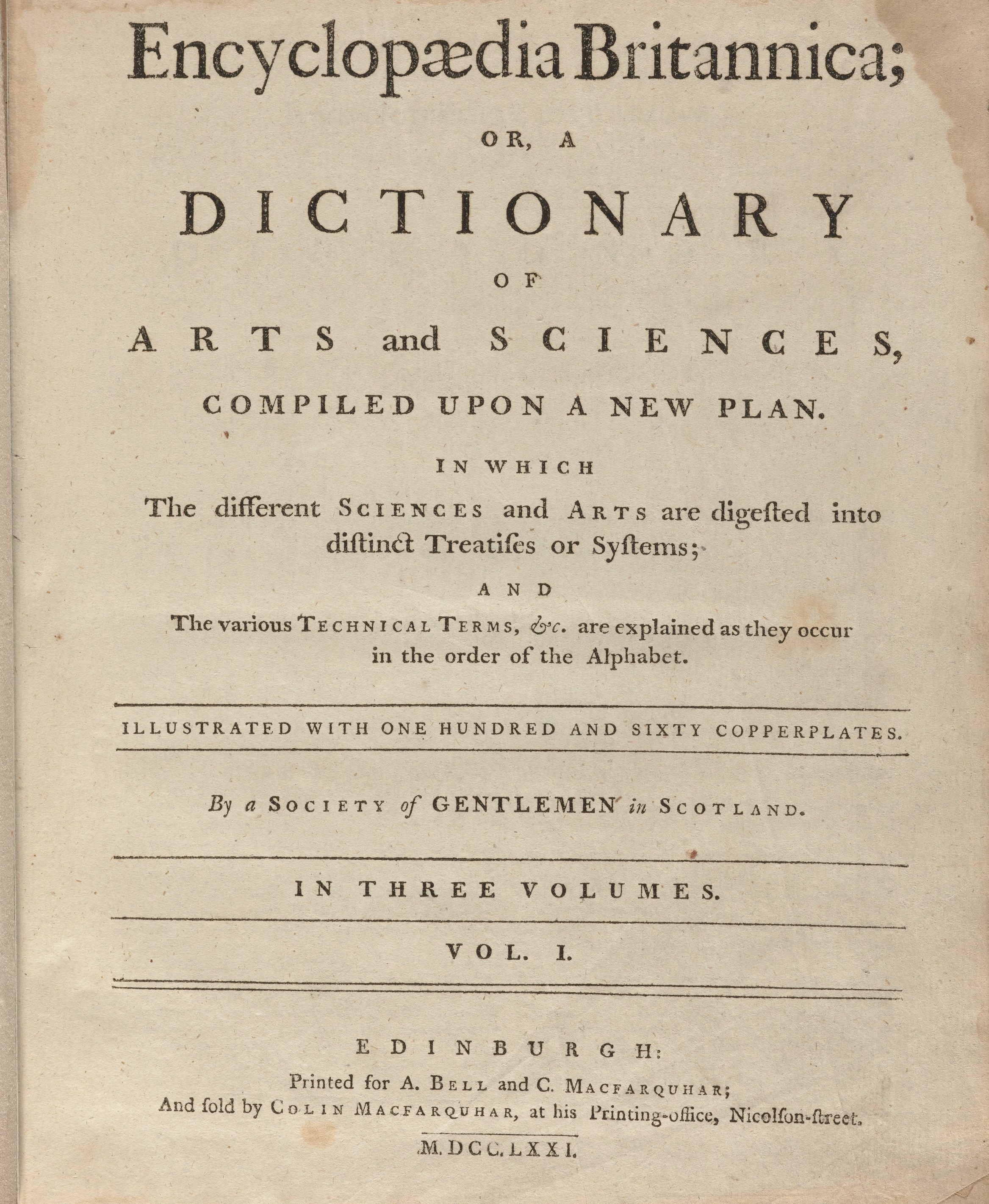
Cubierta de la 'Encyclopaedia Britannica, donde colaborara Hervey

Arthur Hervey (París, 24 de enero de 1855 - Londres, 10 de mayo de 1922) fue un diplomático, crítico musical, musicólogo y compositor inglés.
Nació accidentalmente en París, de padres irlandeses, que administraban el Killiane Castle, Condado de Wexford. Al principio comenzó la carrera diplomática, pero después se dedicó exclusivamenta a la música, siendo de 1892 a 1908 crítico musical del Morning Post. Además, colaboró con otras publicaciones como la Encyclopædia Britannica.
Como compositor, se le deben las óperas The Fairy's Post-Box (Londres, 1885) e Illona (Londres, 1914), sinfonías, escenas dramáticas, poemas sinfónicos, obras para piano, y melodías vocales.
Falleció en Londres.

## Obra

### Algunas publicaciones
- Masters of French Music (Londres, 1894);

- French Music in the XIX th Century (1903);

- Alfred Bruneau (1907);

- Franz Liszt and His Music (1911);

- Meyerbeer (1913);

- Rubinstein (1913).

### Algunas composiciones

#### Ópera
- The Fairy's Post-box, ópera en un acto (libreto: John Palgrave Simpson); Londres, Court Theatre, 21 de mayo de 1885

- Ilona, ópera en un acto (libreto: Clare Hervey); Londres, Court Theatre, 12 de mayo de 1914